# Toon Karsmakers
Toon Karsmakers   (Waalre, c. 1954) és un antic pilot de motocròs neerlandès que fou tres vegades seguides Campió dels Països Baixos de 500cc (1982 a 1984). El seu germà gran, Pierre Karsmakers, és conegut per haver estat un dels pioners del motocròs i el Supercross als EUA després d'acceptar una oferta de Yamaha per a instal·lar-s'hi, el 1973.

## Trajectòria esportiva
Nascut a Waalre, a 2 km d'Eindhoven i a 50 del famós circuit de Sint Anthonis, Toon Karsmakers cresqué en una família de vuit germans (sis nois i dues noies). Cinc dels nois -Toon, Paul, Frans, Pierre i Martin- es dedicaren al motocròs i hi assoliren nivell internacional. D'entre tots ells, qui més èxit tingué en competició fou Pierre, seguit per Toon, el més jove. L'únic germà que no va córrer mai va ser en Theo. L'oncle dels Karsmakers, Frans Baudoin, fou un pioner del motocròs als Països Baixos i en guanyà dos campionats nacionals a la seva època.
Toon Karsmakers debutà de ben jove i el 1972 guanyà el Campionat Júnior de 500cc de la NMB (Nederlandse Motorsport Bond) amb una Husqvarna. Entre 1974 i 1984, formà part en set ocasions de la selecció neerlandesa per al Motocross des Nations i en dues, per al Trophée des Nations. El 1981, aconseguí una sonada victòria al Motocross de Venray, una prestigiosa prova de pretemporada.
Ja retirat del motocròs, el 1987 participà, amb el seu germà Pierre, al Ral·li Dakar dins l'equip "Drum Store Honda". El 2008, Toon va anar als EUA per a participar al campionat del món de motocròs per a veterans, que se celebrava al circuit de Glen Helen (San Bernardino, Califòrnia). A la categoria de 50 anys o més, el neerlandès va aconseguir la victòria i el corresponent títol mundial.

## Palmarès

### Al campionat del món de motocròs
Font:
| Any  | Motocicleta | 500cc |
| ---- | ----------- | ----- |
| 1974 | Husqvarna   | 35è   |
|      |             |       |
| 1978 | Husqvarna   | 42è   |
| 1979 | Maico       | 25è   |
| 1980 | ?           | -     |
| 1981 | Honda       | 19è   |
| 1982 | Honda       | 23è   |
| 1983 | Honda       | -     |
| 1984 | Honda       | 32è   |
| 1985 | Honda       | 38è   |
| 1986 | Honda       | 58è   |

### Altres
- 3 Campionats dels Països Baixos de motocròs 500cc (1982-1984)
- 1 Campionat del món de motocròs per a veterans majors de 50 (2008)